# Cestrum
Cestrum is de botanische naam van een geslacht uit de nachtschadefamilie (Solanaceae).